# Holland Belgium All Star Team
Het Holland Belgium All Star Team is een gelegenheidsteam met als doel de Belgisch-Nederlandse kandidatuur voor de Wereldbeker voetbal van 2018 of 2022 te promoten. 
Daags voor de loting van het WK 2010 heeft het Holland Belgium All Star Team op een Cruyff Court in Kaapstad een wedstrijd gespeeld tegen de African Legends. Met Ruud Gullit als trainer speelden Gilles De Bilde, Gert Verheyen, Ronald de Boer, Pierre van Hooijdonk en Aron Winter 5-5 gelijk tegen onder meer Daniel Amokachi, Augustine Okocha en Kalusha Bwalya. Gullits team won uiteindelijk op het kleine voetbalveldje na strafschoppen. De Bilde trapte de beslissende strafschop binnen.